# HD 42351
HD 42351，又名BD+18 1112，SAO 95337、HR 2184，是一颗恒星，视星等为6.33，位于銀經192.26，銀緯-0.37，其B1900.0坐标为赤經6h 5m 10.6s，赤緯+18° -0.37′ 1″。